# Овражная (станция)
Овражная — станция Волгоградского региона Приволжской железной дороги, находится в селе Пановка, Камышинского района, Волгоградская область. Станция находится на границе Волгоградского региона и Саратовского региона.
Через станцию проходит двухпутная электрифицированная железнодорожная линия общего пользования. На станции расположена тяговая подстанция.